# Jorge Maciel
Jorge Maciel (Buenos Aires, 17 de septiembre de 1920 – Buenos Aires, 25 de febrero de 1975), cuyo nombre real era Carlos Pellegrini, fue un cantor de tango argentino, destacado por su labor con las orquestas de Alfredo Gobbi y Osvaldo Pugliese.
Su estilo se caracterizó por una voz lírica, dicción clara y expresividad, lo que le valió el apodo de "El Caruso del tango".

## Biografía

### Primeros años
Nació en el barrio de La Boca, en Buenos Aires. Inició su carrera musical en la década de 1940, participando como vocalista en orquestas menores, entre ellas las de Juan Carlos Caviello, Miguel Zabala, Félix Guillán y Roberto Caló.

### Carrera profesional
En 1947 se incorporó a la orquesta de Alfredo Gobbi, con la cual grabó cerca de 18 temas. Uno de los más destacados fue Remembranza (1948), que marcó su primer gran éxito. También grabó otros tangos como Canzoneta, Sombras, El pollero y La intriga.
En 1954 se sumó a la orquesta típica de Osvaldo Pugliese, con la que trabajó durante más de una década. Grabó más de 60 temas, muchos en dúo con otros cantores como Miguel Montero, Carlos Guido, Alfredo Belusi y Abel Córdoba. Entre sus interpretaciones más destacadas se encuentran El pañuelito, Esta noche de luna, Un tango para el recuerdo, La novia del suburbio, Mamita, Dos amores y El adiós.
Participó en varias giras internacionales con la orquesta de Pugliese. En 1959 fue parte de la gira por la Unión Soviética y China, y en 1966 viajó a Japón, donde llevó el tango argentino a escenarios internacionales.
En 1968 integró el Sexteto Tango, agrupación formada por músicos cercanos a Pugliese, como Emilio Balcarce, Julián Plaza y Osvaldo Ruggiero. Con esta formación grabó al menos 24 temas.
Falleció en Buenos Aires el 25 de febrero de 1975, a los 54 años.